# Parasemia transversa
Parasemia transversa är en fjärilsart som beskrevs av Andreas Bergmann 1953. Parasemia transversa ingår i släktet Parasemia och familjen björnspinnare. Inga underarter finns listade i Catalogue of Life.